# Porto di Aiwo
Il porto di Aiwo è il principale porto marittimo dell'isola di Nauru. Si trova nell'omonimo distretto.

## Caratteristiche
Il porto di Aiwo è situato sulla costa ovest di Nauru, nel distretto di Aiwo, dove si concentrano le maggiori strutture per la lavorazione e la raffinazione del fosfato. A nord è delimitato da alcuni edifici di proprietà della RONPhos (la società gestitrice dell'estrazione di fosfato) e a est dagli opifici di raffinazione del fosfato.

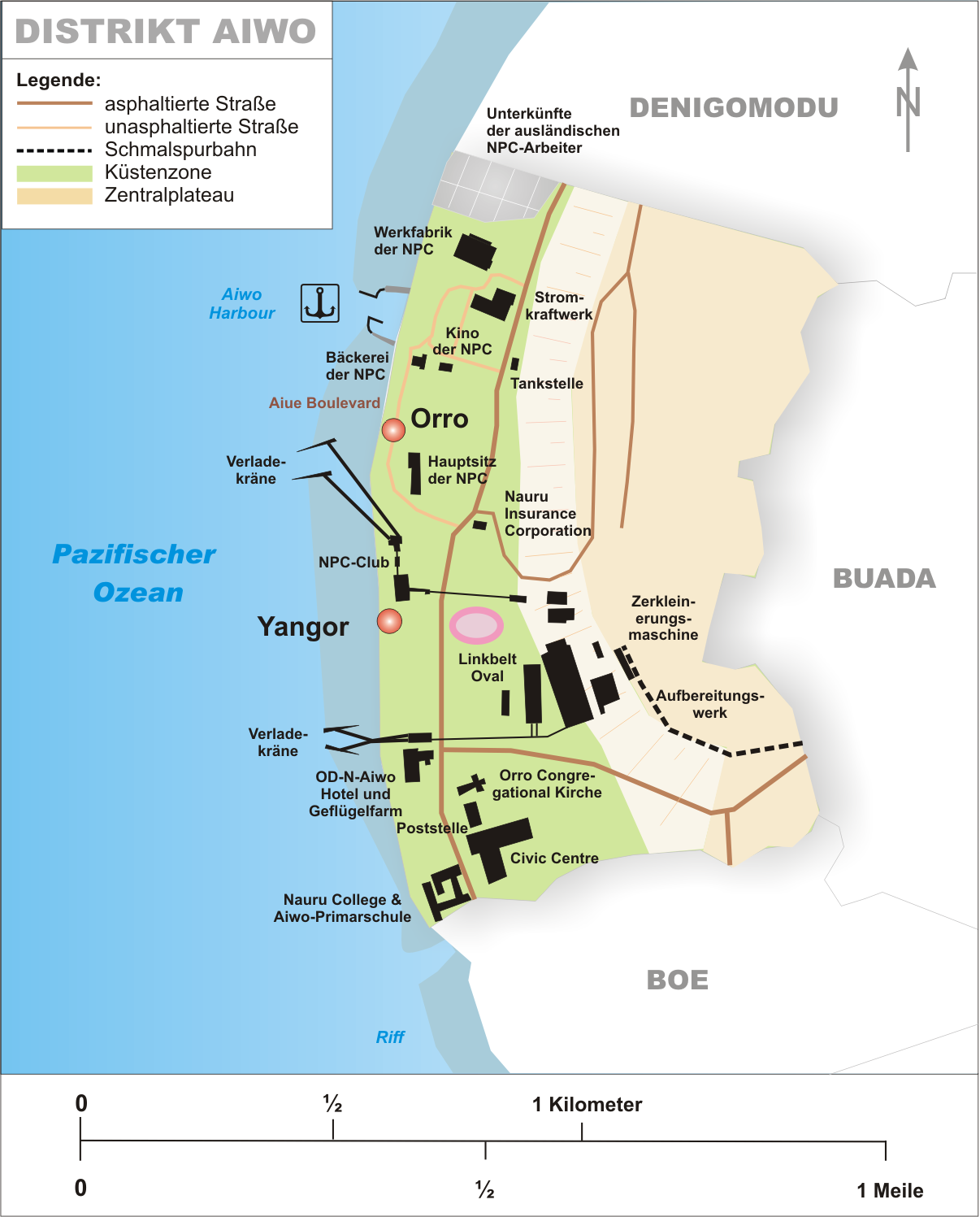
Carta del distretto di Aiwo.

Il bacino di ancoraggio principale dista alcune centinaia di metri dalla costa ed è protetto da barriere frangiflutti. Sulla costa si trova una rampa per tirare in secca e rimettere a mare le imbarcazioni più piccole (le uniche cioè che possono attraccare alla costa, dato il fondale poco profondo). Il bacino principale è dotato di due nastri trasportatori, montati su strutture a traliccio, atti a caricare il fosfato sulle navi all'ancora. Più a sud vi sono altre due strutture analoghe, più vetuste e oggi inattive, anche perché uno dei due bracci è stato danneggiato da un'onda anomala. Tali strutture ospitano anche le pompe per scaricare carburante e gas sull'isola.
Il porto è inoltre servito da alcune navi passeggeri e da pescherecci locali.
Se il vento da ovest soffia troppo forte, l'entrata e l'uscita dei cargo dal porto può diventare difficoltosa e costringerli a deviare verso il porto di Anibare, costruito nel 2000.

## Storia

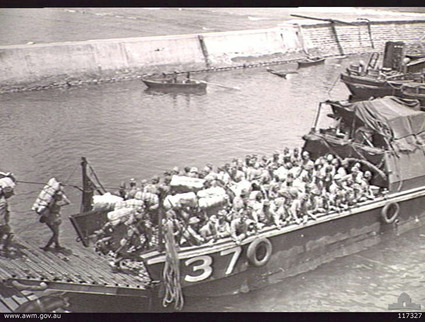
I prigionieri di guerra giapponesi evacuati da Nauru nel 1945, dopo la liberazione.

Il porto fu costruito nel 1904 dalla Pacific Phosphate Company, la compagnia a quel tempo concessionaria dell'estrazione del fosfato. Il braccio di mare prospiciente il distretto di Aiwo fu dragato in profondità, dotato di frangiflutti e di rampe per tirare in secca le imbarcazioni. Il carico e scarico delle imbarcazioni, data la distanza dalla costa del bacino di ancoraggio, veniva effettuato con alcune barche che facevano la spola tra il porto e il cargo. Tale metodo è tuttora utilizzato, fatto salvo che per il fosfato, che viene caricato oggi con i già citati nastri trasportatori. Nel 1940, gli americani bombardarono l'isola, occupata dai giapponesi, danneggiando le infrastrutture portuali, che furono riparate in 10 settimane.